# 滑地戰役
滑地戰役，是台灣卑南族傳說中知本部落與建和部落的前身卡砦卡蘭部落（Kazekalan，位於現在知本部落後方山上）和南王部落（卑南社）之間爆發的一場戰爭，這場戰爭造成卡砦卡蘭部落元氣大傷，失去了在台東平原上的影響力，南王部落則成為卑南族中新的霸權；而學者中也常根據其發生地點在南王部落外圍的刺竹林內，稱其為竹林戰役。

## 背景
過去石生系統的卑南族人在頭目西哈西浩的帶領下創建卡砦卡蘭部落後，因日益擴張且向外發展出許多部落，使其成為卑南族中的霸主，台東平原上包括南王部落在內的各個部落都必須每年定期繳交供品，（南王部落的傳說則表示，知本部落、建和部落和南王部落的祖先原本是對兄弟，因此兄長要求弟弟定時送肉給自己）據說當時卡砦卡蘭部落有個斥候塔（Tarenaquwan），並由一對兄弟在上方查看北方部族的動靜，如果有人要來繳交供品時，兄弟倆就會大叫，而那些人若沒有因為他們的大叫而跑走，就會被他們所殺，這段期間內可說是卡砦卡蘭部落（知本部落與建和部落）的極盛時期。
這樣的狀況一直到十七世紀中期、荷蘭人勢力開始進入東部地區後有了變化。荷蘭希望能比照地方會議的形式，讓東部的原住民臣服自己，但儘管他們送出了傳教士、或是讓接受西方教育的族人前去遊說，做為當時地位最高的卡砦卡蘭部落都不為所動，連他們召開的地方會議也沒有派人去，但仍保有十足的影響力，讓荷蘭在台灣東部的統治不順利；另一方面，住在平地上的南王部落由於生活較接近農業定耕，糧食生產越來越多、人口和財力也足以和卡砦卡蘭部落匹敵甚至超越對方，因此他們對於向其繳交納貢的事情也越來越難以接受，因此荷蘭人轉而拉攏南王部落，利用他們去對抗卡砦卡蘭部落，促成戰爭的爆發。

## 戰爭

### 起因
關於戰爭爆發的起因，知本部落和南王部落的版本雖然有所差異，但大致都圍繞在「南王部落停止進貢」這件事情上，知本部落的版本聲稱，南王部落因為對卡砦卡蘭部落不滿情緒達到極點，因此擅自以「在進貢路途中被吃掉」為藉口，終止了對其的納貢，卡砦卡蘭部落因此派出了追繳隊；而南王部落則是聲稱，供品是真的在運送的途中被部落一名叫邦薩嵐（Bangsalan）的青年吃掉，南王部落雖然知道錯在自己並且願意送新的供品過去，但知本部落堅持要開戰，雙方進而爆發戰爭。

### 戰鬥
面對知本部落的威脅，南王部落早已準備，他們先在卡砦卡蘭部落回程的草叢中放置許多竹子、並派軍隊在兩側埋伏，趁著知本部落的人經過並採到竹子而滑倒時，再由埋伏的部落發動襲擊、屠殺來不及應對的敵軍。而兩個部落對於戰爭的過程也有不同的說法，知本部落認為在追繳隊抵達南王部落前時，雖然卡砦卡蘭部落的族人很不開心，但南王藉由自己人多勢眾，讓追繳隊的人就算跟他們吵起來也不敢當下發生衝突而離開，結果在埋伏地點因為中了陷阱和埋伏而大敗；南王部落的說法則比較單純一點，雙方在陷阱設好後便約定戰爭日期、如期開戰，再藉由計策來重創敵軍，但不管是哪個版本，知本部落的軍隊都受到重創幾乎全滅，帶隊的首領加利達克（Karitak）被俘後，還被南王部落的族人割下了肉，戲稱那些就是他們的「供品」，最終他被切開胸膛而死（南王部落）；另有說法認為被處死的是祭司長或帶隊長而已（知本部落）。

### 後續
後來，雖然卡砦卡蘭部落試圖派出軍隊征伐南王部落，但又因為祭司長的兒子帕魯魯（Paroxrox）突然決定入贅南王部落並阻止軍隊行動，事情最後不了了之，而雙方部落也因為這場婚姻而重新恢復來往。

### 官方紀錄
在荷蘭東印度公司的官方紀錄中，並沒有上述這麼詳細的戰爭過程，但他們記錄下了滑地戰役中較明確的前因後果：
| 時間          | 地點 |
| ------------- | --- |
| 1646年10月後  | 卡砦卡蘭部落出草，獵了附近部落將近10顆人頭，造成荷蘭東印度公司裡出現出征知本部落的聲音 |
| 1647年2月25日 | 荷蘭東印度公司與南王部落達成決議發動戰爭 |
| 1647年3月15日 | 東印度公司派遣駐卑南指揮官Jan Jansz.van den Bergh率領19個荷蘭士兵和150個南王部落族人前去攻打卡砦卡蘭部落，獵得婦孺在內的20顆人頭並燒毀了卡砦卡蘭部落田裡的房屋，意圖武力逼使卡砦卡蘭部落和其他不服從的部落（如達魯瑪克部落）屈服 |
| 1647年9月     | 卡砦卡蘭部落要求和解，但南王部落認為他們並非誠心求和，繼續攻擊卡砦卡蘭和其他部落 |
| 1647年10月    | 南王部落拒絕達魯瑪克部落的和解要求 |
| 1647年10月底  | 卡砦卡蘭部落族人散逃至附近的友好部落躲避、達魯瑪克部落族人也避至深山中 |

## 影響
滑地戰役是兩個部落在台東平原角逐影響力的分水嶺，雖然沒有徹底改變卡砦卡蘭部落的統治地位，但南王部落趁機擺脫了其統治、不再繳交供品（另有說法認為知本部落反過來向他們進貢）、最後在荷蘭人的協助下成為最早的「卑南王」；而卡砦卡蘭部落也因為損失人力和不少獵場與領土，導致實力衰弱、影響力日漸下降，最終被南王部落取代了其領導地位，然而，卡砦卡蘭部落與後繼的知本部落記取了教訓，在利嘉部落（Likavung，位於今台東縣卑南鄉）也開始反抗其統治地位時，他們即時做出了反應，並且在接下來的戰爭中以類似滑地戰役的策略重創利嘉部落的軍隊。
另外，有一部分的族人在這場戰役之後從知本部落往南遷，進入恆春半島並征服了當地的排灣族，建立斯卡羅王國。

## 問題
關於滑地戰役發生的時間，卑南族人的口傳和史實記載上其實有所矛盾，根據熱蘭遮城日誌中記載，荷蘭人早在1630年代就跟瑯橋十八社政權有所接觸，如果滑地戰役真的是造成卡砦卡蘭部落族人出走並建立瑯橋政權的話，戰爭勢必是發生在更早之前，而1647年的戰役則有可能只是另一場衝突而已，這或許是因為卑南族人在口傳過程中不小心把兩場戰役混為一談。
此外，瑯嶠十八社的統治階級斯卡羅人的頭目家族系譜至西元2021年時已有十五代的傳承，換算成年代的話，粗略估計最初族人從知本部落出走的時間也遠比1647年還要早一百多年，滑地戰役的發生時間也就更早了。